# 苏鲁豫皖边区特工委旧址
苏鲁豫皖边区特工委旧址，位于山东省枣庄市市中区大洼街、南马路，是中华人民共和国山东省文物保护单位之一。
1992年6月12日，授予山东省文物保护单位，是一座革命遗址及革命纪念建筑物。